# Aneks (wydawnictwo)
Aneks – polskie wydawnictwo emigracyjne, działające od 1975 w Wielkiej Brytanii.

## Historia
Początkiem wydawnictwa były publikacje wydane przy okazji działalności pisma Aneks. W 1975 wydano Uspołecznienie a ustrój polityczny na tle doświadczeń wschodnioeuropejskich Włodzimierza Brusa, w 1977 tom I Czarnej księgi cenzury PRL, w 1978 tom II Czarnej księgi cenzury PRL, pracę 1956 – W dwadzieścia lat później oraz tom wierszy Stanisława Barańczaka Sztuczne oddychanie z ilustracjami Jana Lebensteina
Od 1982 wydzielonym od pisma Aneks wydawnictwem kierowała Nina Smolar. W latach 1982–1989 wydało 68 tytułów, w tym „W czterdziestym nas matko na Sibir zesłali…” Jana Tomasza Grossa i Ireny Grudzińskiej-Gross (1983), KOR Jana Józefa Lipskiego (1983), Foksal '81 Dariusza Fikusa (1984), Czy diabeł może być zbawiony i 27 innych kazań Leszka Kołakowskiego (1984), Polityka i odpowiedzialność Jacka Kuronia (1984), Szanse polskie demokracji Adama Michnika (1984), Ustrój komunistyczny w Polsce Jakuba Karpińskiego (1985), Rzeka podziemna, ptaki podziemne Tadeusza Konwickiego (1985), Takie czasy. Rzecz o kompromisie Adama Michnika (1985), Oni Teresy Torańskiej (1985), Jechać do Lwowa i inne wiersze Adama Zagajewskiego z ilustracjami Józefa Czapskiego (1985), Pół wieku czyśćca. Rozmowy z Tadeuszem Konwickim Stanisława Beresia (1986), Raport Solidarności. Polska 5 lat po Sierpniu (1986), Szczecin: Grudzień–Sierpień–Grudzień Małgorzaty Szejnert i Tomasza Zalewskiego (1986), Jeśli Boga nie ma... O Bogu, Diable, Grzechu i innych zmartwieniach tak zwanej filozofii religii Leszka Kołakowskiego (1987), Gomułka i inni. Dokumenty z archiwum KC PZPR w opracowaniu Andrzeja Paczkowskiego (1987), Struktura kłamstwa Piotra Wierzbickiego (1987), Okna Hanny Krall (1987), Wiara i wina Jacka Kuronia (1989).
Po 1989 wydawnictwo działało pomimo zakończenia wydawania pisma Aneks. Do 1999 wydało ponad 50 tytułów, m.in.  Gwiezdny czas Jacka Kuronia (1991), Opozycja polityczna w PRL 1945-1980 Andrzeja Friszke (1994), Serce Europy Normana Daviesa (1995) i jako ostatnią Wejdą – nie wejdą. Polska 1980–1982: wewnętrzny kryzys, międzynarodowe uwarunkowania (1999).